# Liste der Geleitflugzeugträger der United States Navy
Die Liste der Geleitflugzeugträger der U.S. Navy.
Die Geleitflugzeugträger mit den niedrigeren Nummern wurden größtenteils an die Royal Navy abgegeben, in der sie neue Namen bekamen, die sich in dem Text zu jeder Einheit wiederfinden.

## Geleitflugzeugträgerklassen
| Klassenname             | Typschiff                      | In Dienst gestellt | Anzahl Einheiten | davon an Royal Navy |
| ----------------------- | ------------------------------ | ------------------ | ---------------- | ------------------- |
| Long-Island-Klasse      | USS Long Island (CVE-1)        | 2. Juni 1941       | 9                | 8                   |
| Bogue-Klasse            | Bogue                          | 15. Januar 1942    | 49               | 25                  |
| Sangamon-Klasse         | Sangamon                       | 25. August 1942    | 4                | 0                   |
| Charger-Klasse          | USS Charger (CVE-30)           | 3. März 1942       | 4                | 3[1]                |
| Casablanca-Klasse       | Casablanca                     | 15. Juli 1943      | 50               | 0                   |
| Commencement-Bay-Klasse | USS Commencement Bay (CVE-105) | 27. November 1944  | 19[2]            | 0                   |
|                         |                                | Summe =            | 135              | 36                  |

- [1] – die Charger (CVE-30) verblieb in der U.S. Navy, die anderen drei Einheiten bildeten in der Royal Navy die Avenger-Klasse
- [2] – die vier letzten Einheiten wurden auf der Helling wieder abgebrochen, nach dem der Zweite Weltkrieg beendet war. Die Einheiten dieser Klasse wurden größtenteils nach dem Zweiten Weltkrieg weiterverwendet, als Schulungsträger und Flugzeugfähren.

## Long-Island-Klasse (USS Long Island (CVE-1))

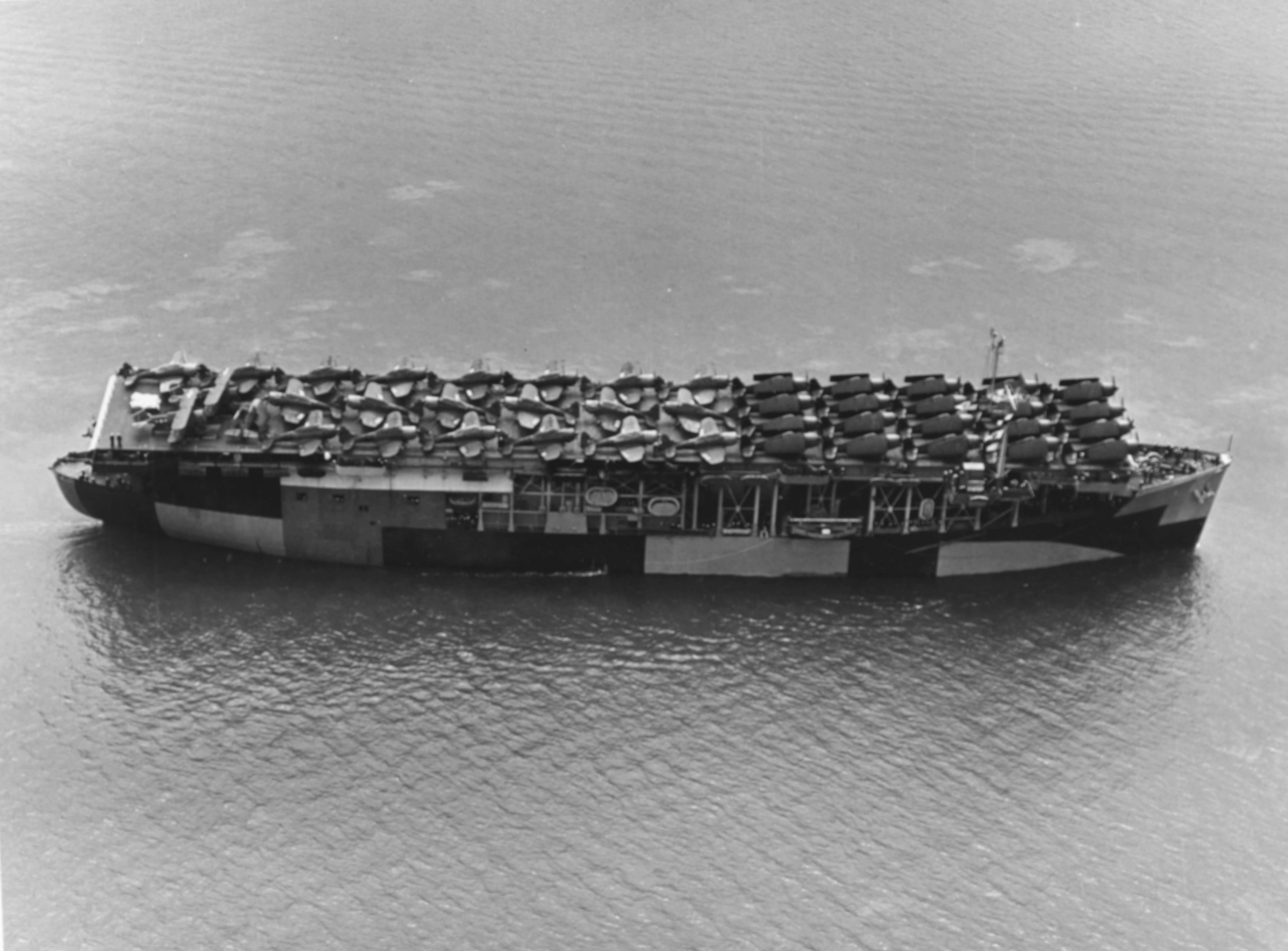
Long Island (CVE-1)

| - USS Long Island (CVE-1) - BAVG-1 nicht benannt, abgegeben an Royal Navy als HMS Archer (D78)[3] |

- [3] "B" steht für British AVG
- [4] abgegeben an Frankreich 1945 als Dixmund

## Bogue-Klasse(Bogue)

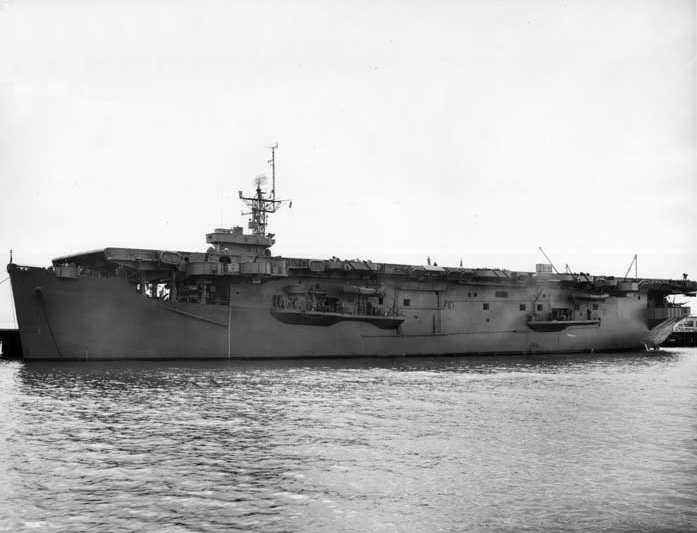
Die Barnes (CVE-20) der Bogue-Klasse

| - Altamaha (CVE-6), abgegeben an Royal Navy als Tracker - Barnes (CVE-7), abgegeben an Royal Navy als Attacker - Block Island (CVE-8), abgegeben an Royal Navy als Hunter - Bogue (CVE-9) - Breton (CVE-10), an Royal Navy als Chaser                             | - Card (CVE-11) - USS Copahee (CVE-12) - USS Core (CVE-13) - Croatan (CVE-14) an Royal Navy als Fencer - USS Hamlin (CVE-15) an Royal Navy als HMS Stalker | - USS Nassau (CVE-16) - USS St. George (CVE-17) an Royal Navy als HMS Pursuer - USS Altamaha (CVE-18) - USS Prince William (CVE-19) an Royal Navy als HMS Striker - USS Barnes (CVE-20)                                                                                   |
| - Block Island (CVE-21) - CVE-22 nicht benannt, an Royal Navy als HMS Searcher - USS Breton (CVE-23) - CVE-24 nicht benannt, an Royal Navy als HMS Ravager - Croatan (CVE-25)                                                                                     | - USS Prince William (CVE-31) - USS Chatham (CVE-32) an Royal Navy als HMS Slinger - USS Glacier (CVE-33) an Royal Navy als HMS Atheling - USS Pybus (CVE-34) an Royal Navy als HMS Emperor - USS Baffins (CVE-35) an Royal Navy als HMS Ameer                          | - USS Bolinas (CVE-36) an Royal Navy als HMS Begum - USS Bastian (CVE-37) an Royal Navy als HMS Trumpeter - USS Carnegie (CVE-38) an Royal Navy als HMS Empress - USS Cordova (CVE-39) an Royal Navy als HMS Khedive - USS Delgada (CVE-40) an Royal Navy als HMS Speaker |
| - USS Edisto (CVE-41) an Royal Navy als HMS Nabob - USS Estero (CVE-42) an Royal Navy als HMS Premier - USS Jamaica (CVE-43) an Royal Navy als HMS Shah - USS Keweenaw (CVE-44) an Royal Navy als HMS Patroler - USS McChure (CVE-45) an Royal Navy als HMS Rajah | - USS Niantic (CVE-46) an Royal Navy als HMS Ranee - USS Perdido (CVE-47) an Royal Navy als HMS Trouncer - USS Sunset (CVE-48) an Royal Navy als HMS Thane - USS St. Andrews (CVE-49) an Royal Navy als HMS Queen - USS St. Joseph (CVE-50) an Royal Navy als HMS Ruler | - USS St. Simon (CVE-51) an Royal Navy als HMS Arbiter - USS Vermillion (CVE-52) an Royal Navy als HMS Smiter - USS Willapa (CVE-53) an Royal Navy als HMS Puncher - USS Winjah (CVE-54) an Royal Navy als HMS Reaper                                                     |

## Sangamon-Klasse(Sangamon)

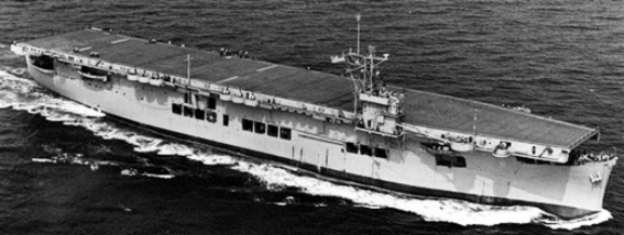
Die Sangamon

| - Sangamon (CVE-26) - USS Suwannee (CVE-27) - USS Chenango (CVE-28) - USS Santee (CVE-29) |

## Charger-Klasse(USS Charger (CVE-30))

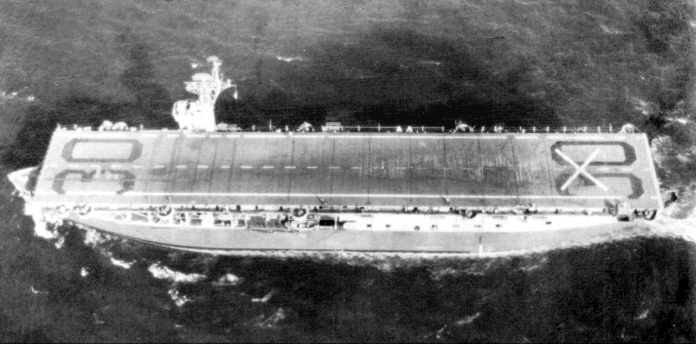
Charger (CVE-30)

| - abgegeben an Royal Navy als Avenger, vorherige Bezeichnung BAVG-2 - abgegeben an Royal Navy als Biter, vorherige Bezeichnung BAVG-3 [4] - für an Royal Navy als BAVG-4 Charger vorgesehen, umnummeriert als CVE-30 - abgegeben an Royal Navy als Dasher, vorherige Bezeichnung BAVG-5 |

## Casablanca-Klasse(Casablanca)

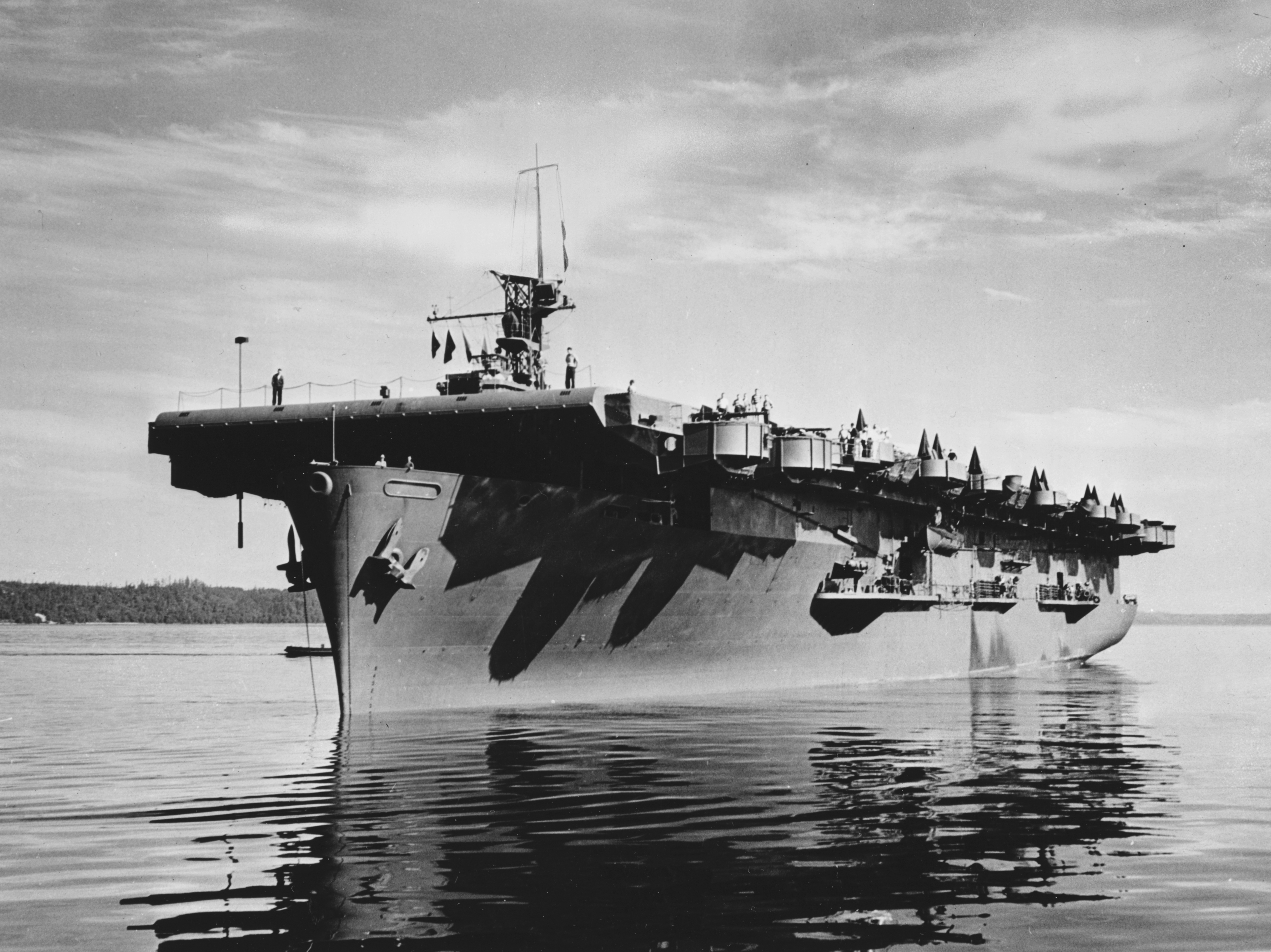
Casablanca (CVE-55)

| - Casablanca (CVE-55) - Liscome Bay (CVE-56) - Anzio (CVE-57) - Corregidor (CVE-58) - Mission Bay (CVE-59)         | - Guadalcanal (CVE-60) - Manila Bay (CVE-61) - Natoma Bay (CVE-62) - St. Lo (CVE-63) - Tripoli (CVE-64)                  | - Wake Island (CVE-65) - White Plains (CVE-66) - Solomons (CVE-67) - Kalinin Bay (CVE-68) - Kasaan Bay (CVE-69) |
| - Fanshaw Bay (CVE-70) - Kitkun Bay (CVE-71) - Tulagi (CVE-72) - Gambier Bay (CVE-73) - Nehenta Bay (CVE-74)       | - Hoggatt Bay (CVE-75) - Kadashan Bay (CVE-76) - Marcus Island (CVE-77) - Savo Island (CVE-78)                           | - Ommaney Bay (CVE-79) - Petrof Bay (CVE-80) - Rudyerd Bay (CVE-81) - Saginaw Bay (CVE-82)                      |
| - Sargent Bay (CVE-83) - Shamrock Bay (CVE-84) - Shipley Bay (CVE-85) - Sitkoh Bay (CVE-86) - Steamer Bay (CVE-87) | - Cape Esperance (CVE-88) - Takanis Bay (CVE-89) - Thetis Bay (CVE-90) - Makassar Strait (CVE-91) - Windham Bay (CVE-92) | - Makin Island (CVE-93) - Lunga Point (CVE-94) - Bismarck Sea (CVE-95) - Salamaua (CVE-96) - Hollandia (CVE-97) |
| - Kwajalein (CVE-98) - Admiralty Islands (CVE-99) - Bougainville (CVE-100) - Matanikau (CVE-101) - Attu (CVE-102)  | - Roi (CVE-103) - Munda (CVE-104)                                                                                        | |

## Commencement-Bay-Klasse (USS Commencement Bay (CVE-105))
| - USS Commencement Bay (CVE-105) - USS Block Island (CVE-106) - USS Gilbert Islands (CVE-107) - USS Kula Gulf (CVE-108) - USS Cape Gloucester (CVE-109) | - USS Salerno Bay (CVE-110) - USS Vella Gulf (CVE-111) - USS Siboney (CVE-112) - USS Puget Sound (CVE-113) - USS Rendova (CVE-114)                                                                           | - USS Bairoko (CVE-115) - USS Badoeng Strait (CVE-116) - USS Saidor (CVE-117) - USS Sicily (CVE-118) |

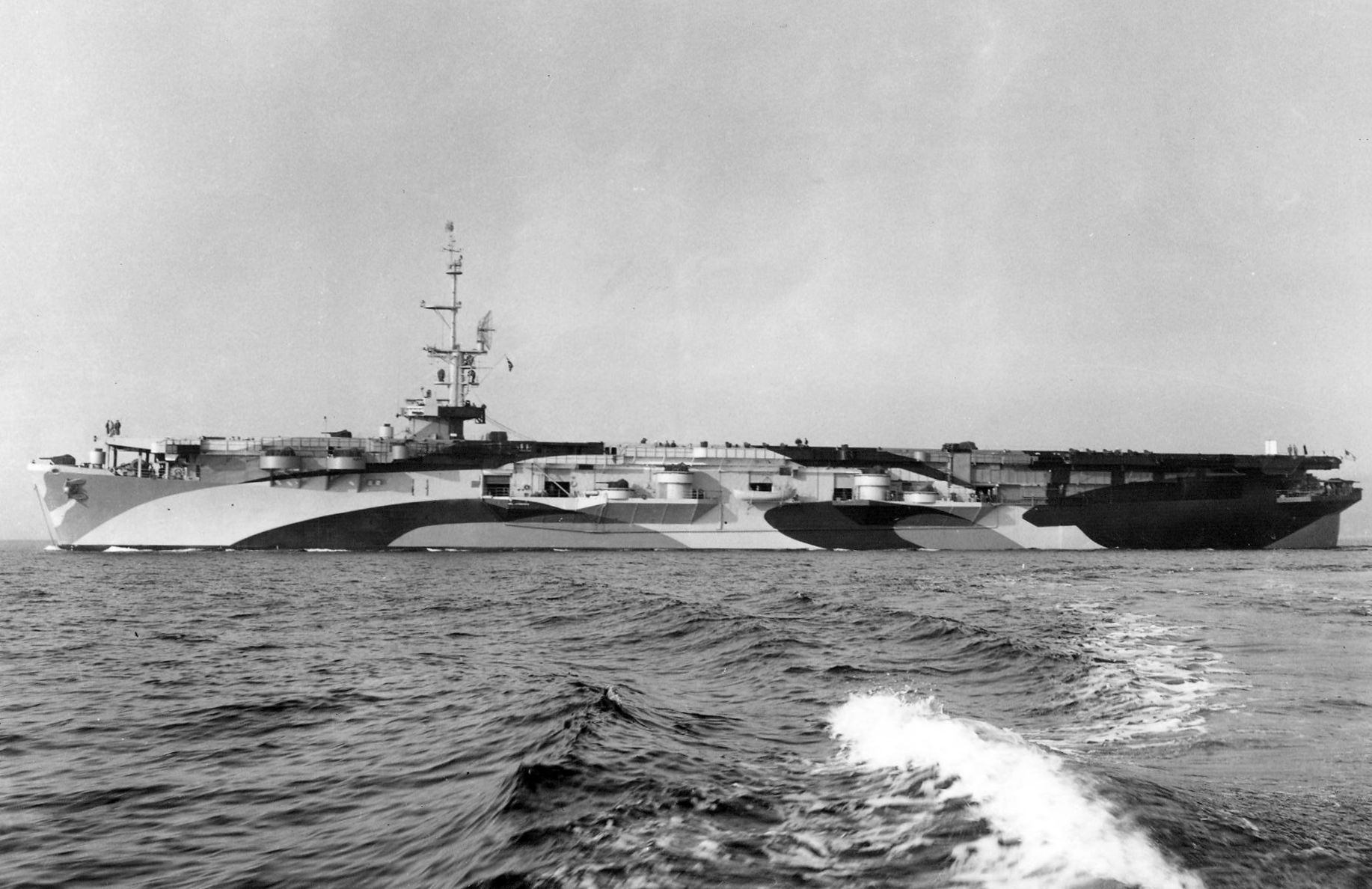
Commencement Bay (CVE-105)

| - USS Point Cruz (CVE-119) - USS Mindoro (CVE-120) - USS Rabaul (CVE-121) - USS Palau (CVE-122) - USS Tinian (CVE-123)                                  | - USS Bastogne (CVE-124) gestrichen - USS Eniwetok (CVE-125) gestrichen - USS Lingayen (CVE-126) gestrichen - USS Okinawa (CVE-127) gestrichen - CVE-128 bis CVE-139 nicht benannt, keine Kiellegung erfolgt | |